# Échenilloir

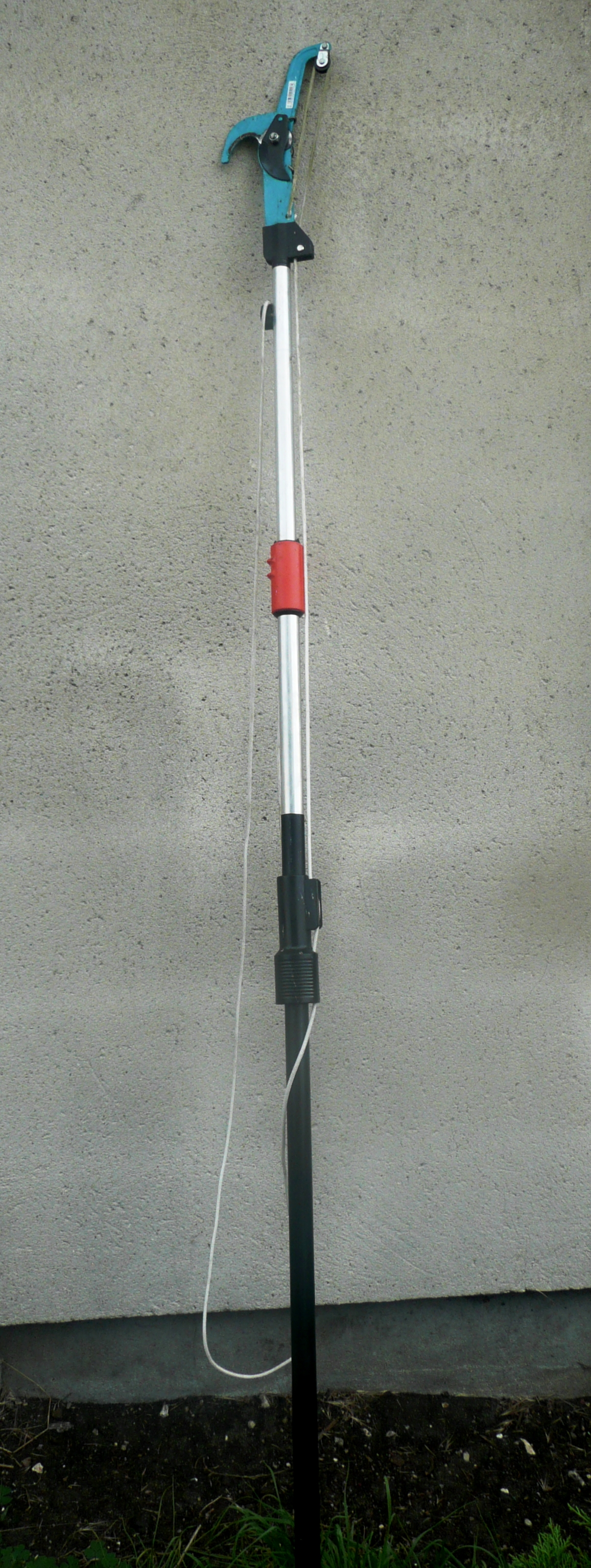
Échenilloir.

Un échenilloir est un outil coupant de jardinier (type sécateur) monté au bout d'une perche et actionné par l'intermédiaire d'une cordelette. Il sert à couper des branches hautes sans utiliser d'échelle.
Son nom provient de sa fonction première qui est de pouvoir couper des branches sur lesquelles résident des nids de chenilles sans avoir à monter dans l'arbre. L'échenilloir peut être utilisé comme un outil d'appoint pour pratiquer la taille « douce » d'un arbre fruitier ou ornemental (par opposition à l'élagage).
À l'origine, la perche était en bois, d'un seul tenant. De nos jours, on trouve des perches télescopiques en matériaux légers (tubes d'aluminium ou de fibres de carbone) permettant d'intervenir à des hauteurs pouvant atteindre facilement plus d'une dizaine de mètres.
La tête de l'échenilloir recevant la cordelette peut être équipée d'un système de poulies (simple ou multiple) qui multiplie l'effort exercé au niveau du bras coupant de l'outil pour faciliter l'action tranchante de la cisaille.

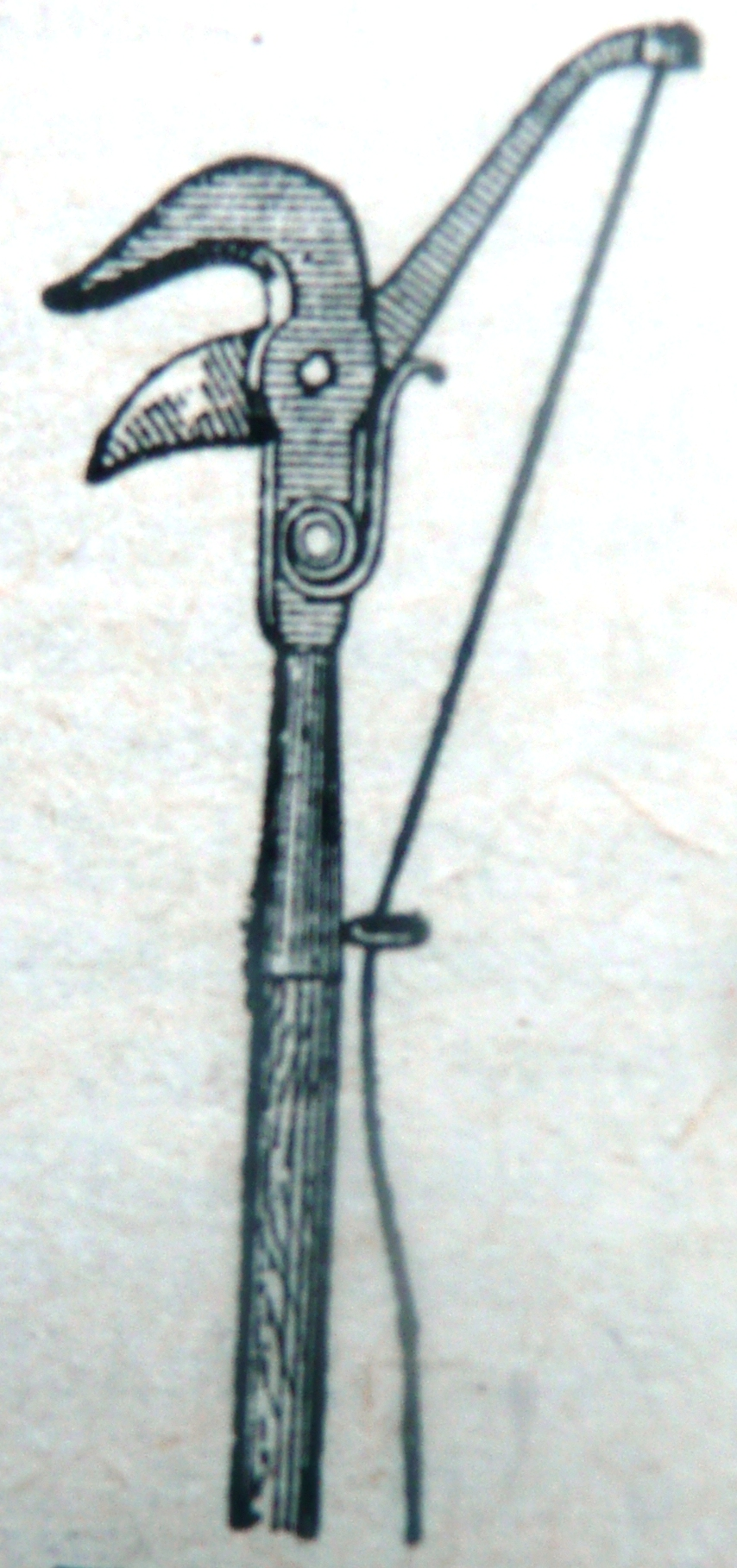
Tête d'échenilloir ancien.
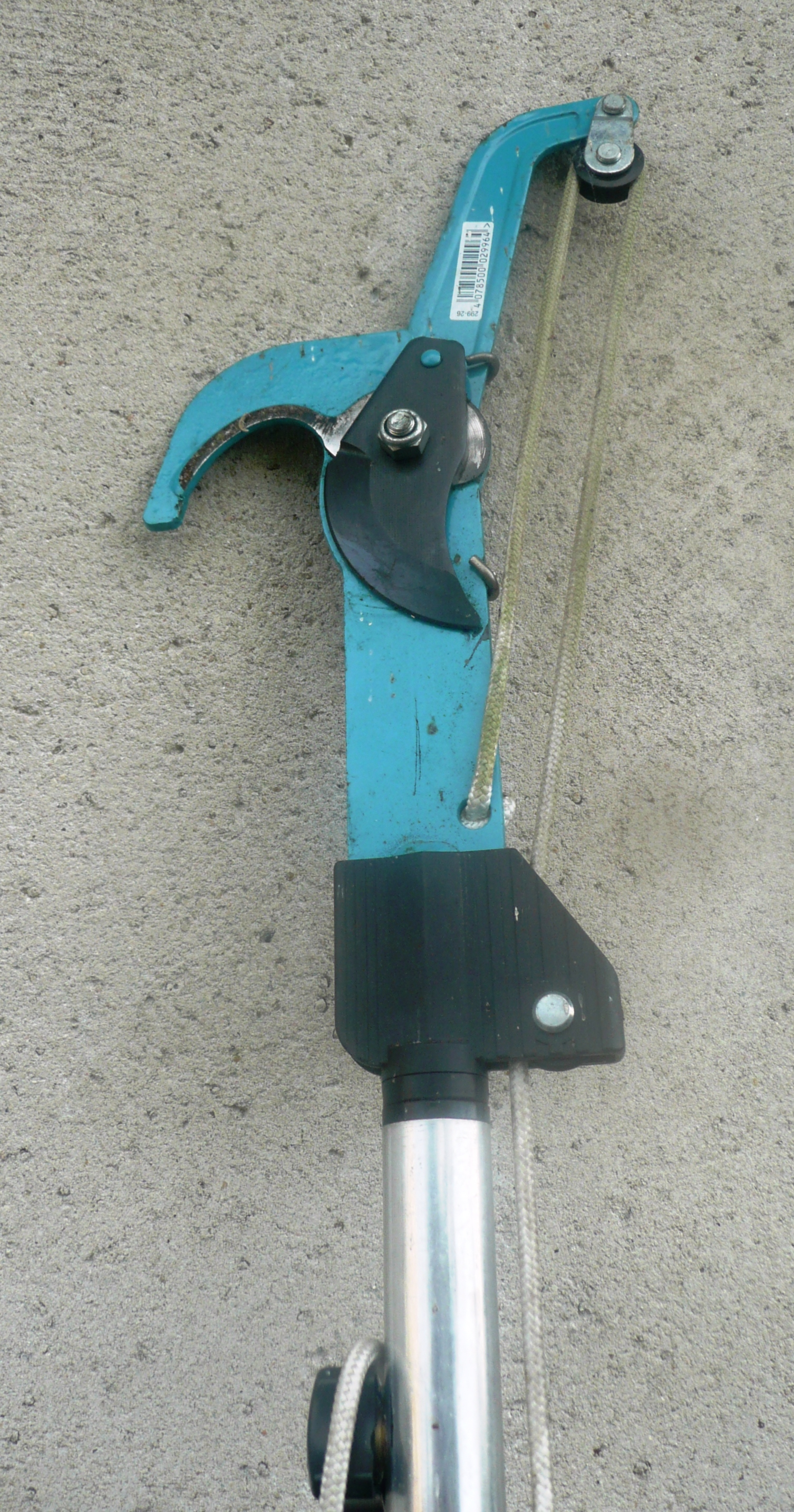
Tête d'échenilloir moderne équipée d'une poulie simple.